# Oskar Hermann Werner Hadank
Oskar Hermann Werner Hadank, gewöhnlich nur O.H.W. Hadank (* 17. August 1889 in Berlin; † 17. Mai 1965 in Hamburg) war ein deutscher Grafiker und Hochschullehrer.

## Leben und Werk

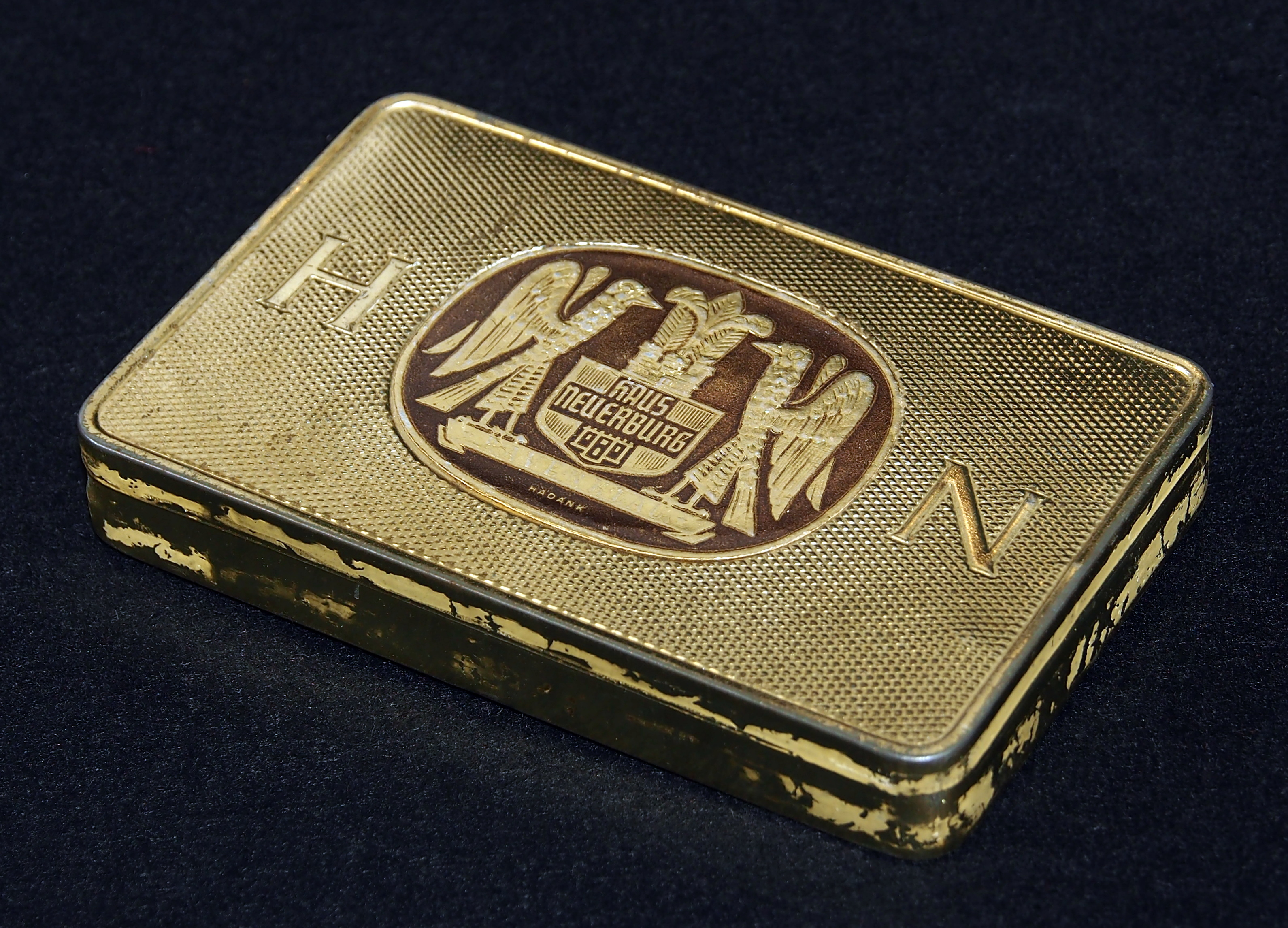
Zigarettenetui für Haus Neuerburg mit Signatur HADANK
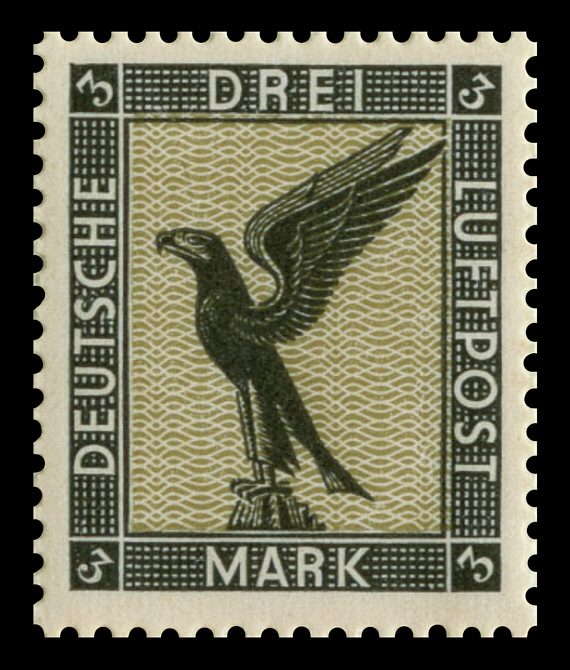
Luftpost-Briefmarke für Deutsche Reichspost
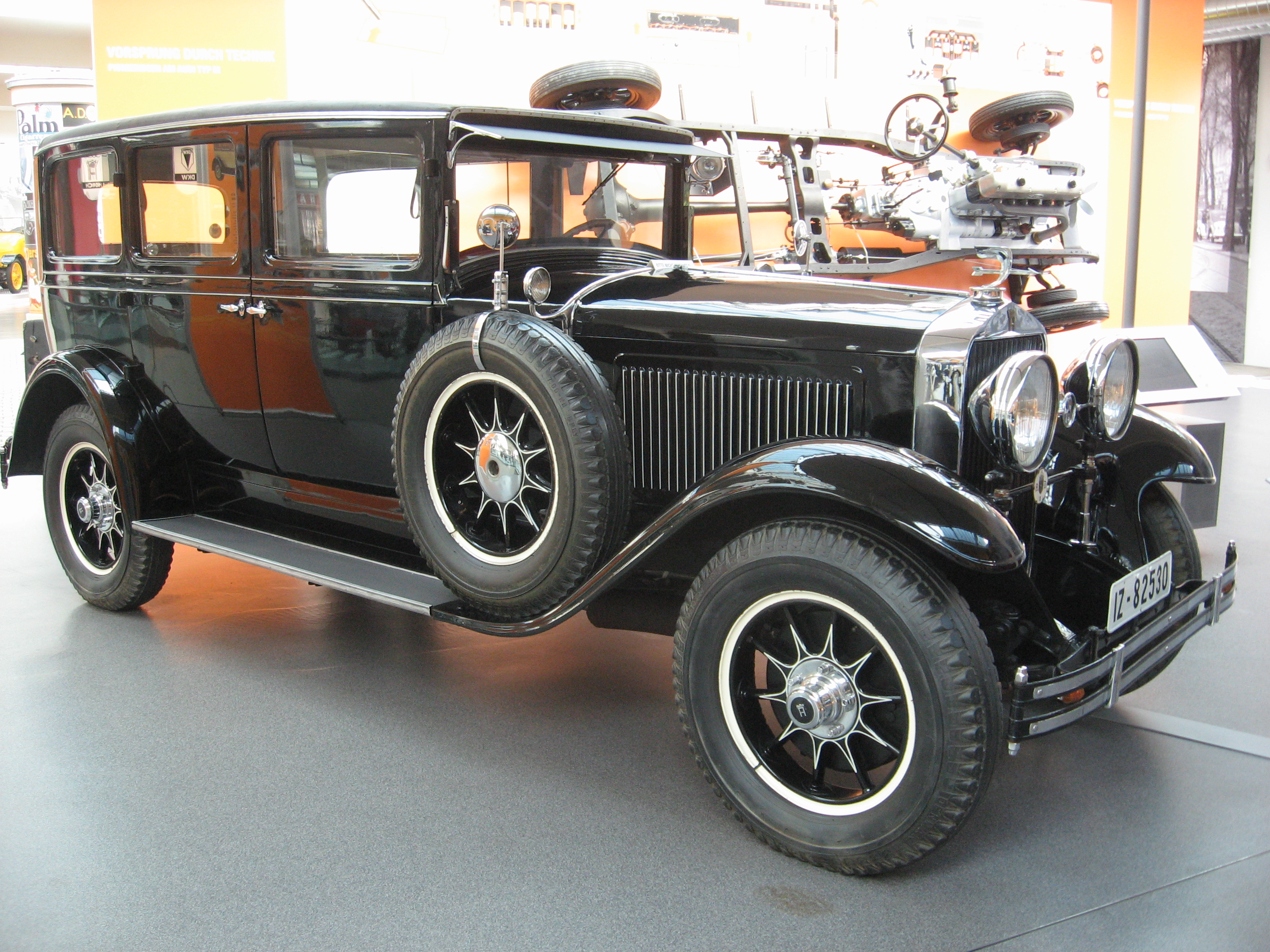
Karosseriedesign für Horch Typ 350
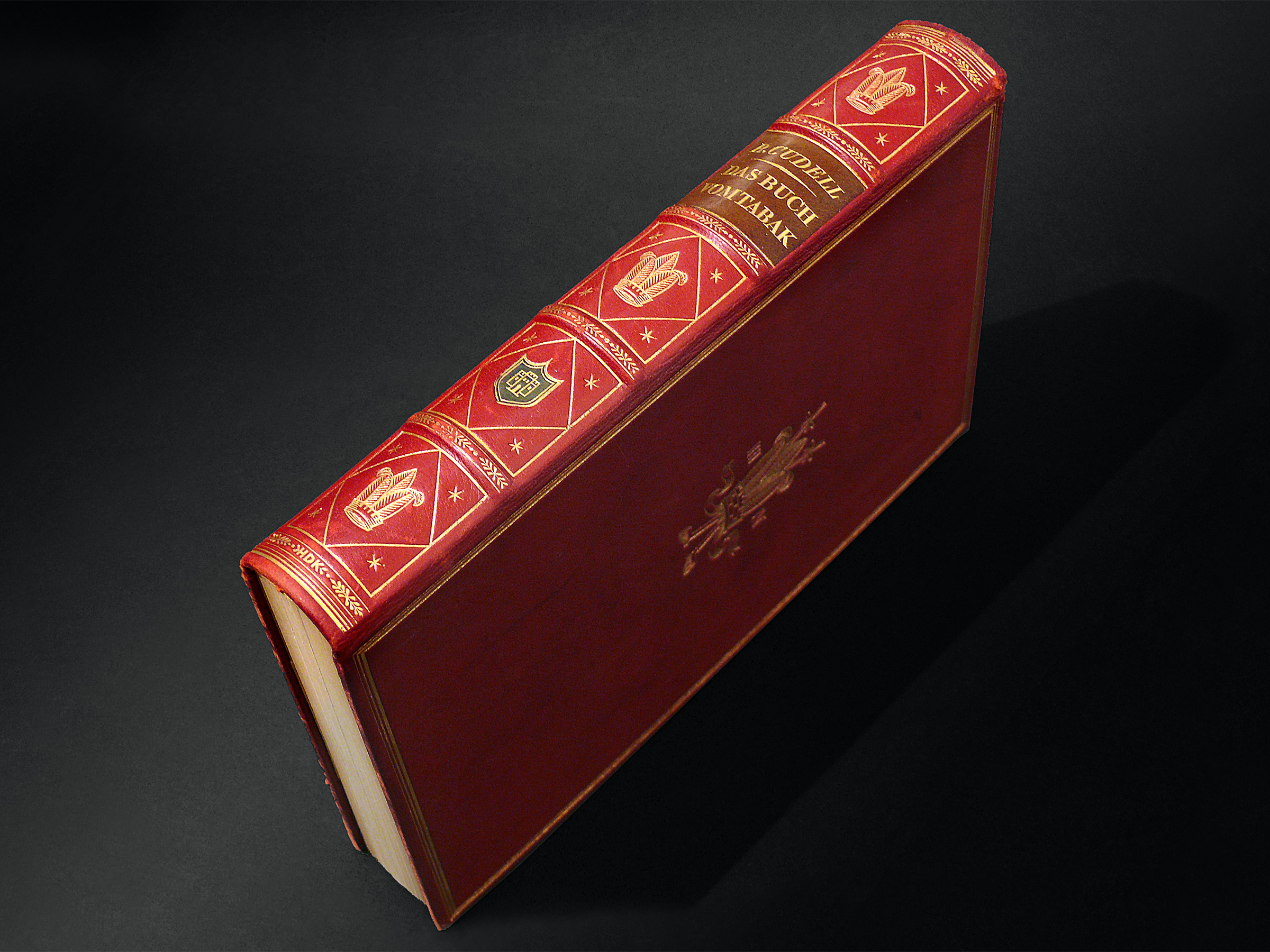
Das Buch vom Tabak mit Signatur HDK

Oskar Hermann Werner Hadank war der Sohn des Berliner Goldschmieds Oskar Oswald Hermann Hadank und seiner Frau Elise Antonie Henriette Gubitz, einer Enkelin des Kunstprofessors Friedrich Wilhelm Gubitz. Er ist der ältere Bruder des Schauspielers und Regisseurs Günther Hadank.
Von 1905 bis 1910 studierte O.H.W. Hadank Werbe- und Gebrauchsgraphik bei Emil Doepler an der Unterrichtsanstalt des Kunstgewerbemuseums Berlin. Danach ließ er sich als Gebrauchsgraphiker in Berlin nieder und gestaltete vornehmlich Verpackungen, Plakate, Logos und Signete. Dabei entwickelte er eine eigene, unverkennbare Form- und Bildsprache, die vor allem von dem bei Doepler erlernten heraldischen Vokabular getragen wird. Arbeiten Hadanks sind oft an seinem an zentraler Stelle in die Gestaltung integrierten Namenskürzel HDK erkennbar.

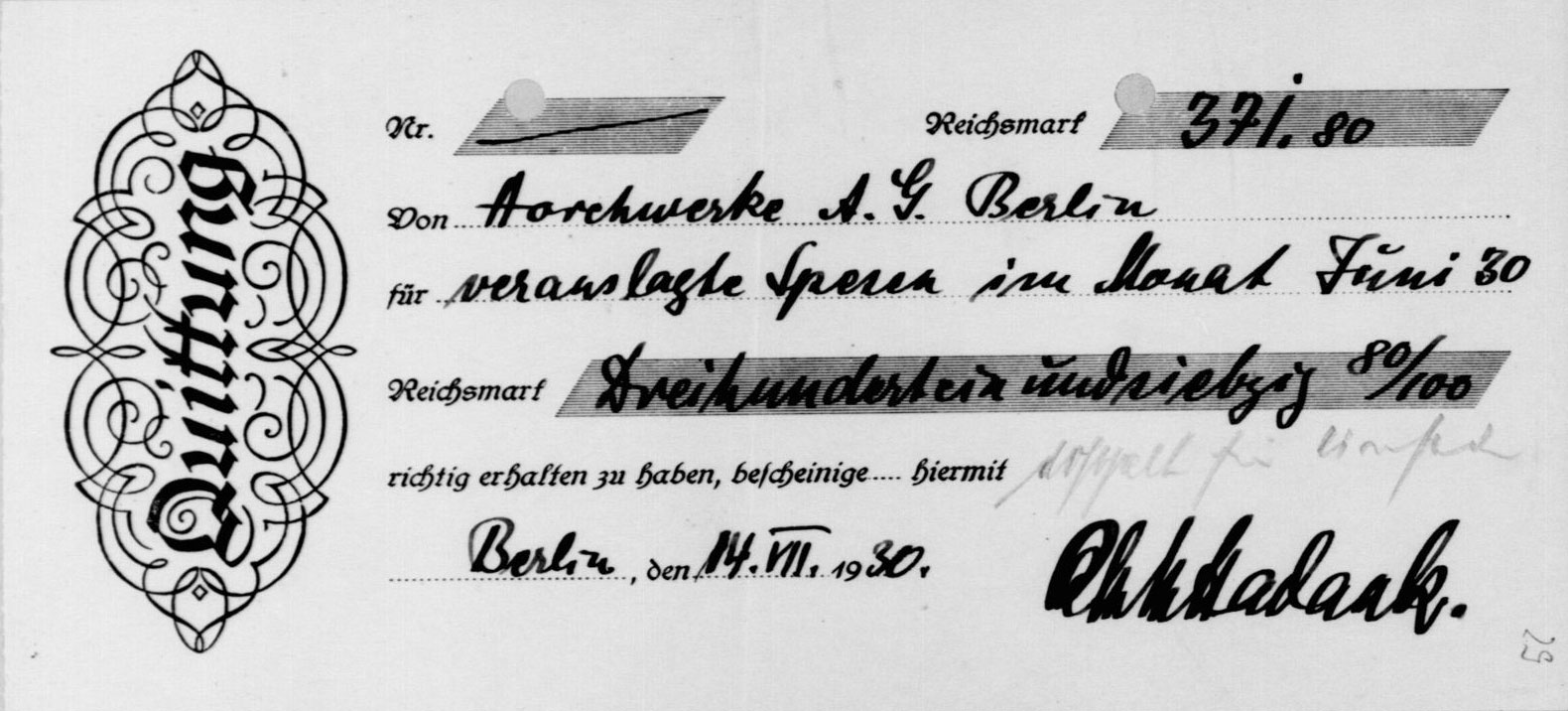
Hadanks Spesenrechnung für das Autodesign der Horch-Werke, 1930

Bereits während seiner Ausbildung hatte Hadank 1908 die höchst erfolgreichen Wort-Bildmarken für die neugegründete Zigarettenfabrik Haus Neuerburg und deren Handelsmarken, darunter z. B. Overstolz, entwickelt. Haus Neuerburg entwickelte sich zum umsatzstärksten Tabakunternehmen Deutschlands und blieb bis zu seiner Fusion mit Reemtsma im Jahr 1935 Hadanks wichtigster Kunde. Neben zahlreichen Arbeiten für Neuerburg-Marken wie Eckstein, Waldorf-Astoria, Ravenklau und Manengold war Hadank auch für andere führende deutsche Unternehmen wie das Lebensmittelunternehmen Stollwerck und die J. Langenbach Sektkellerei tätig. Er gestaltete eine Serie von Luftpost-Briefmarken, und für die Horchwerke in Zwickau trat er 1928 sogar als Automobildesigner in Erscheinung, indem er die Entwicklung und Gestaltung der Karosserie für das Oberklassemodell Horch 8 (16/80 PS Typ 350) übernahm.
1919 zählte O.H.W. Hadank zu den Gründungsmitgliedern des Bundes Deutscher Graphiker (BDG), der ersten Organisation dieser Berufsgruppe in Deutschland, und war zunächst bis 1924 sowie dann von 1930 bis 1933 deren Präsident. Im selben Jahr wurde er von Bruno Paul als Professor an die Vereinigten Staatsschulen für freie und angewandte Kunst berufen, wo er bis 1945 die Abteilung für Gebrauchs- und Werbegraphik leitete. In der NS-Zeit konnte Hadank ungehindert arbeiten. Anlässlich seines fünfzigsten Geburtstags im Jahr 1939 widmete ihm das Magazin Gebrauchsgraphik eine Sonderausgabe. Hadank stand 1944 in der Gottbegnadeten-Liste des Reichsministeriums für Volksaufklärung und Propaganda.
Nach dem Krieg lebte und arbeitete Hadank ab 1950 in Hamburg, wo er 1965 starb.
Aufgrund seines heraldischen, traditionell-handwerklich geprägten Stils war O.H.W. Hadank kein bedeutender Innovator, sodass er in designgeschichtlichen Werken kaum Erwähnung findet. Wenngleich einige seiner Markenzeichen (Julius Langenbach, Eckstein, Overstolz u. v. m.) bis heute weitgehend unverändert in Gebrauch sind, ist ihr Schöpfer in Vergessenheit geraten.